# Payaso triste (obra de Guillermo Silveira)
Payaso triste es uno de los numerosos cuadros dedicados al mundo del circo realizados a lo largo de la trayectoria artística que abarca en lo tocante a los mismos desde el Payaso melancólico expuesto por primera vez en la Casa de la Cultura de Badajoz en diciembre de 1959 hasta los Dos músicos del circo (óleo sobre lienzo, 116 x 89 cm. Col. particular, Badajoz), que dejó inacabado a su muerte, pasando por otro Payaso triste esta vez galardonado con el Primer Premio del VI Curso Nacional de Orientación y Especialización Artística celebrado en Madrid en noviembre de 1963, del pintor y escultor español  Guillermo Silveira (1922-1987). Está pintado al óleo con espátula sobre tablex y sus dimensiones son de 51,5 x 50 cm.

## Contexto, descripción del autor y características
A la vista de la fecha que aparece en el ángulo superior izquierdo («962-V»), el cuadro se debió de pintar en su domicilio estudio de la antigua calle del Pilar (hoy Avda. Antonio Montero Moreno) n.º 1-3.º izda. de la capital pacense, en el que el artista residió con su familia desde mediados de 1962 hasta finales de los años 1960 o comienzos de la década siguiente en que se trasladó al bloque de suboficiales del Ejército del Aire, ubicado en Traseras de Colón n.º 1-1.º 2.
En agosto de 1962 visitaron su recién estrenado domicilio el periodista del diario Hoy Manuel Villamor, «un poeta y otro pintor», a raíz de lo cual dijo del mismo:

Este pobrecito payaso se ha enamorado, pobrecito. Mirad las flores que se ha puesto en el ojal de la chaqueta. Tiene los ojos melancólicos y tristes y es porque se ha enamorado.

Cromáticamente predominan los colores rojizos, azules o sienas contrapuestos a una serie de tonos complementarios (amarillentos, verdosos), dispuestos en grandes planos muy delimitados, así como un empleo abundante de materia pictórica, propios de esta primera fase del autor.
Figura al dorso una nota manuscrita en la que se señala que «debajo de esta pintura del payaso / hay otra: una mujer con los pechos desnudos».

## Exposiciones
- «Exposición de Pinturas de G. Silveira García-Galán». Sala de exposiciones de la Escuela Municipal de Punta Umbría (Huelva). Calle Ancha, 4-11 de agosto de 1962.[8]

Con tal motivo, más concretamente a la pregunta de Joaquín Calderón sobre de cuales de sus cuadros se hallaba más satisfecho, citó Sol de invierno, Los desahuciados, Último arco, Cruce de calles y Payaso triste.

## Obras relacionadas (selección)

### Años 1960
- Payaso con niña, 1964. Óleo sobre madera, 96 x 64 cm. «Exposición de Pintores Extremeños en Homenaje a Zurbarán». Agrupación Nacional Sindical de Bellas Artes (ANSIBA). Casa de la Cultura de la Diputación Provincial. Badajoz, 27 de noviembre-diciembre de 1964. Reproducida en Gallardo Miranda, Miguel Ángel (2014). Guillermo Silveira: colección de láminas. Badajoz: Museo Provincial de Bellas Artes. s. p. Aparece también en la cubierta del díptico publicado a raíz de la exposición póstuma Recordando Guillermo Silveira – Mostra Comemorativa celebrada en Alandroal (Portugal) del 8 al 31 de mayo de 2015. Col. particular, Salamanca.[2][10]

### Años 1970
- Nostalgia bohemia, 1976. Óleo sobre lienzo, 100 x 78 cm. «Exposición de Pinturas de Guillermo Silveira». Muestra retrospectiva (1959-1984) con ocasión de la Semana Cultural Militar. Sala de exposiciones del Banco de Bilbao (Badajoz), 3-9 de diciembre de 1984 (n.º 27). «Guillermo Silveira». Museo Provincial de Bellas Artes. Badajoz, 26 de marzo-31 de mayo de 2009 (n.º 49). «Búsquedas». Palacio de los Barrantes-Cervantes. Trujillo (Cáceres), 15 de septiembre-29 de octubre de 2017 (sin numerar). «Guillermo Silveira – un puñetazo de alma». Sala Espacio CB Arte de la Fundación CB de Badajoz. Avda. Santa Marina n.º 25, 11-29 de enero de 2022 (sin numerar). Col. particular, Badajoz.[11][12][13][14][15]

### Años 1980
- Melancolía bohemia o Arlequín, 1983. Óleo sobre tela, 100 x 80 cm. «Exposición de Pinturas de Guillermo Silveira». Muestra retrospectiva (1959-1984) con ocasión de la Semana Cultural Militar. Sala de exposiciones del Banco de Bilbao (Badajoz), 3-9 de diciembre de 1984 (n.º 13). «Guillermo Silveira». Museo Provincial de Bellas Artes. Badajoz, 26 de marzo-31 de mayo de 2009 (n.º 55). Col. particular, Badajoz.[16][12][17]
- Dos músicos del circo, 1987. Tinta china y lápiz de color sobre papel, 42 x 35 cm. «Guillermo Silveira». Museo Provincial de Bellas Artes. Badajoz, 26 de marzo-31 de mayo de 2009 (n.º 59). «Guillermo Silveira – un puñetazo de alma». Sala Espacio CB Arte de la Fundación CB de Badajoz. Avda. Santa Marina n.º 25, 11-29 de enero de 2022 (sin numerar). Col. particular, Badajoz.[18][19][20]
- Dos músicos del circo (inacabada), 1987. Óleo sobre lienzo, 116 x 89 cm. Junto con diversos utensilios de pintura del artista (un caballete, espátulas, pinceles) formó parte del breve homenaje celebrado en la antigua sede de la calle Hernán Cortés n.º 1 de la Real Sociedad Económica Extremeña de Amigos del País de Badajoz, promovido por Francisco Pedraja y Antonio Zoido unos meses después de la muerte del pintor. «Guillermo Silveira – un puñetazo de alma». Sala Espacio CB Arte de la Fundación CB de Badajoz. Avda. Santa Marina n.º 25, 11-29 de enero de 2022 (sin numerar). Col. particular, Badajoz.[1][21][20]

### Sin fecha definida (por orden alfabético)
- Nostalgia bohemia (apunte). Lápiz de grafito sobre papel reciclado, 50 x 35 cm. Col. particular, Badajoz.
- Payaso melancólico, ant. 1960. Pintura al óleo. «Exposición de Óleos: Guillermo Silveira García-Galán». Casa de la Cultura de la Diputación Provincial. Badajoz, 1-9 de diciembre de 1959 (n.º 13). «Exposición de Óleos de Guillermo Silveira García-Galán». Sala de exposiciones de la Sociedad de Instrucción y Recreo Liceo de Mérida (Badajoz), 11-17 de diciembre de 1961 (n.º 6).[2]
- Serie Circo, años 1980. Col. particular, Badajoz.
  - Espectáculo circense (inacabada). Tinta y gouache sobre papel, 37 x 43 cm. «Guillermo Silveira». Museo Provincial de Bellas Artes. Badajoz, 26 de marzo-31 de mayo de 2009 (n.º 60).[22]
  - Malabaristas. Tinta y gouache sobre papel, 33 x 40 cm. «Guillermo Silveira». Museo Provincial de Bellas Artes. Badajoz, 26 de marzo-31 de mayo de 2009 (n.º 61).[23]
  - Sin título («DIRECCION ARTE»). Técnica mixta sobre papel.
- Sin título (payaso), firmada «G SilveiraGG» en el ángulo inferior izquierdo, años 1980. Óleo sobre lienzo, 90 x 70 cm. «Guillermo Silveira». Museo Provincial de Bellas Artes. Badajoz, 26 de marzo-31 de mayo de 2009 (n.º 58). Col. particular, Madrid.[24]

### Hemerografía
- Calderón, Joaquín (11 ago. 1962). «Exposición Silveira García-Galán». Odiel. Desde Punta Umbría (Huelva) (7140): 11.
- Medina, Tico (23 ene. 1969). «Las cosas y las gentes de esta tierra: El pintor». Informaciones. Crónica de España (Madrid): 25.
- Villamor, Manuel (31 ago. 1962). «Silveira, pintor de tristeza y hondura». Hoy (Badajoz): 7, 9.